# Parvenustijl
De parvenustijl is een stijlaanduiding voor uitbundige negentiende-eeuwse tuinontwerpen, die vreemd en soms ook incoherent aandoen. Deze tuinen zijn door tuinhistorici lang genegeerd, omdat de aankleding in moderne ogen zonderling was en aan kitsch grensde, en elke tuin bovendien een eigen identiteit scheen te hebben. Ze waren kortom niet goed in één categorie onder te brengen. Dergelijke tuinen waren vaak het eigendom van gearriveerde renteniers of snel rijk geworden ondernemers, vandaar de verwijzing naar de term 'parvenu'. Ze sloten niet aan bij de in die tijd nog gangbare Engelse landschapstuin. De meeste van deze tuininrichtingen hebben maar een kort bestaan gekend, mogelijk omdat het onderhoud te bewerkelijk en te kostbaar was, of omdat de smaak veranderde en een volgende eigenaar de tuin naar eigen inzichten inrichtte.

## Kenmerken
In de tuinarchitectuur is de term 'parvenustijl' voor het eerst gebruikt door de kunsthistoricus Wim Meulenkamp, in een onderzoek naar follies in tuinen (1995). Het concept is in 1996 nader uitgewerkt door Noeska de Wit in haar doctoraalscriptie 'Tovertuinen'. Over hoe de vormentaal van het landschapspark ontaardde in de Nederlandse parvenutuin. Het woord 'ontaardde' in de titel wijst op een negatieve beoordeling van dit soort tuinen, namelijk als een vervuiling van de klassieke Engelse tuin. Het is echter de vraag of, en zo ja in hoeverre, de ontwerpers en eigenaren van deze tuinen die zuivere Engelse landschapsstijl hebben willen volgen. Eerder lijken zij gekozen te hebben voor vermaaksarchitectuur. De tuin was bedoeld als een belevenissenpark, een hedendaags attractiepark in het klein, waarin plezierige bezigheden en verrassingen de bezoekers amuseerden.
Met voorbijgaan aan de bedoelingen van de eigenaren verwijst de negatieve omschrijving 'parvenustijl' naar negentiende-eeuwse tuinontwerpen, waarin een niet eerder geziene, 'ongerijmde' collectie tuinsieraden en curiosa werd opgenomen. Gemeenschappelijke kenmerken zouden zijn: 
- De eigenaren behoorden veelal tot de nouveau riche
- De eigenaar was persoonlijk betrokken bij de inrichting, een ontwerper is vaak niet bekend[2]
- De tuinen vielen op door de 'bizarre' uitmonstering
- De uitmonstering was vaak onsamenhangend en fragmentair
- Er werd voor tuinsieraden teruggegrepen op oudere stijlkenmerken
- Er was geen eenheid in de aard en grondstoffen van de tuinsieraden
- Decoraties kwamen doorgaans van elders
- De eigenaren brachten hun tuinen zelf onder de aandacht[3]

## Een eigen stijl
In 1998, enkele jaren na de introductie van de noodterm 'parvenustijl' constateerde Meulenkamp, dat bij nadere beschouwing "deze tuinen wonderwel (blijken) te passen in het geheel van neo-stijlen en exotismen die zo typisch zijn voor het derde kwart van de negentiende eeuw in Nederland, een tijd waarin neo-barok, neo-renaissance, neogotiek, neorococo en de rustieke stijl samengingen met een baaierd aan nieuwe materialen, materialen die nu vaak als inferieur worden beschouwd, maar in feite vooruitstrevend waren." Ook blijken er oudere aanzetten te zijn geweest voor dit soort tuinen, met name in Noord- en Zuid-Holland.
Ook buiten Nederland werden dergelijke tuinen aangelegd. De architectuurhistoricus Aart Mekking wijst erop, dat ondernemers in het Pruisische en Waalse industriebekken vergelijkbare ontwerpen tot stand lieten brengen en platenboeken met afbeeldingen van hun fabrieken, huizen en tuinen publiceerden. Niet zozeer om hun rijkdom te etaleren, maar omwille van een succesvolle bedrijfsvoering. Een vorm van public relations die nu protserig aandoet, maar in de tijd zelf een van de weinige mogelijkheden was om reclame te maken voor het bedrijf.

## Enkele voorbeelden van tuinen in 'parvenustijl'
- Welgelegen in Rijswijk ten tijde van eigenaar Dirk Boer (ca. 1869-1877)
- Zwaanwijck ten tijde van het echtpaar De Pré-Theunissen, vóór de nieuwbouw van omstreeks 1900
- Kasteel Vaeshartelt in Maastricht, ontworpen door Jean Gindra voor eigenaar Petrus (I) Regout (ca. 1853-1862). Zie de litho's hieronder.

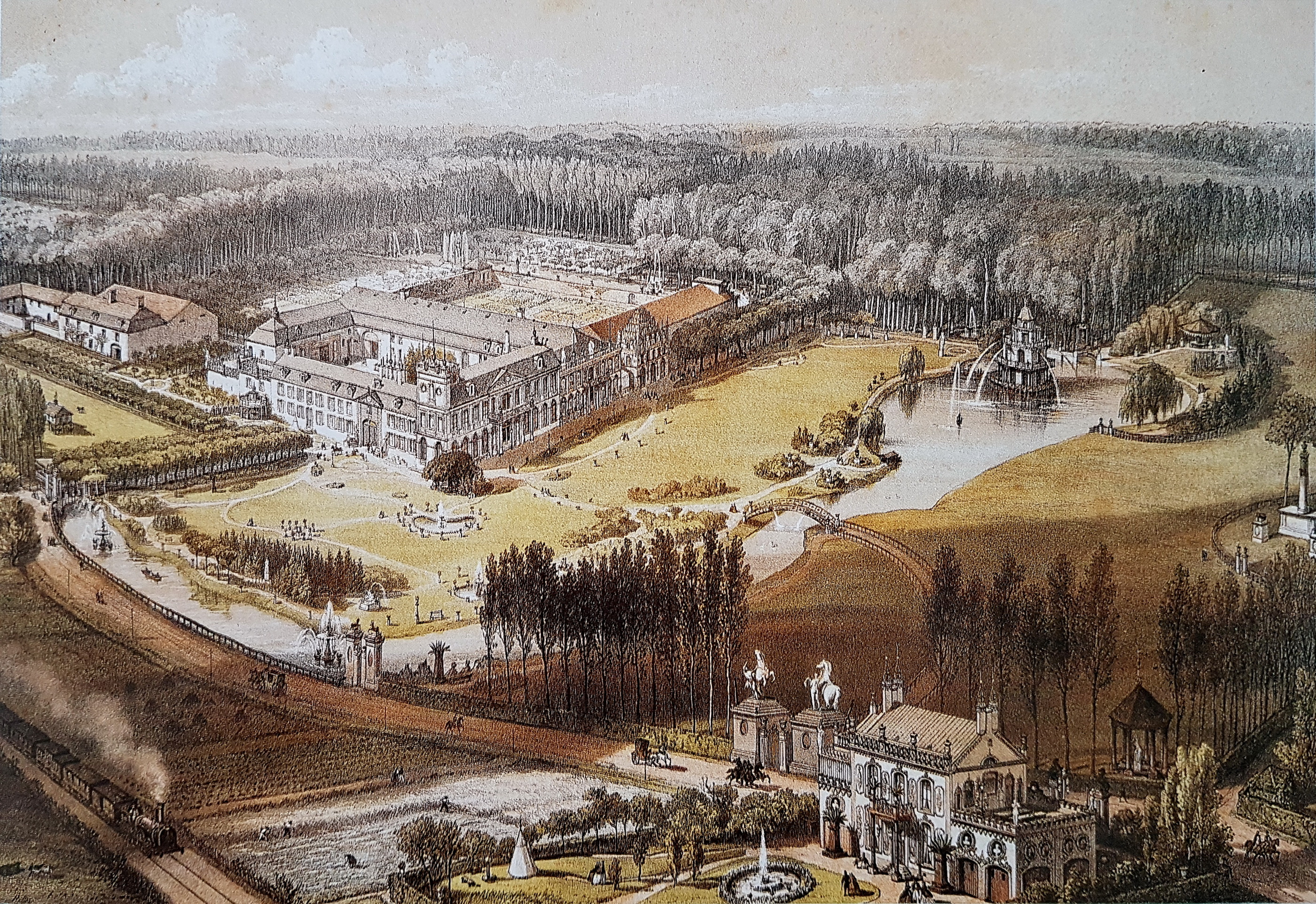
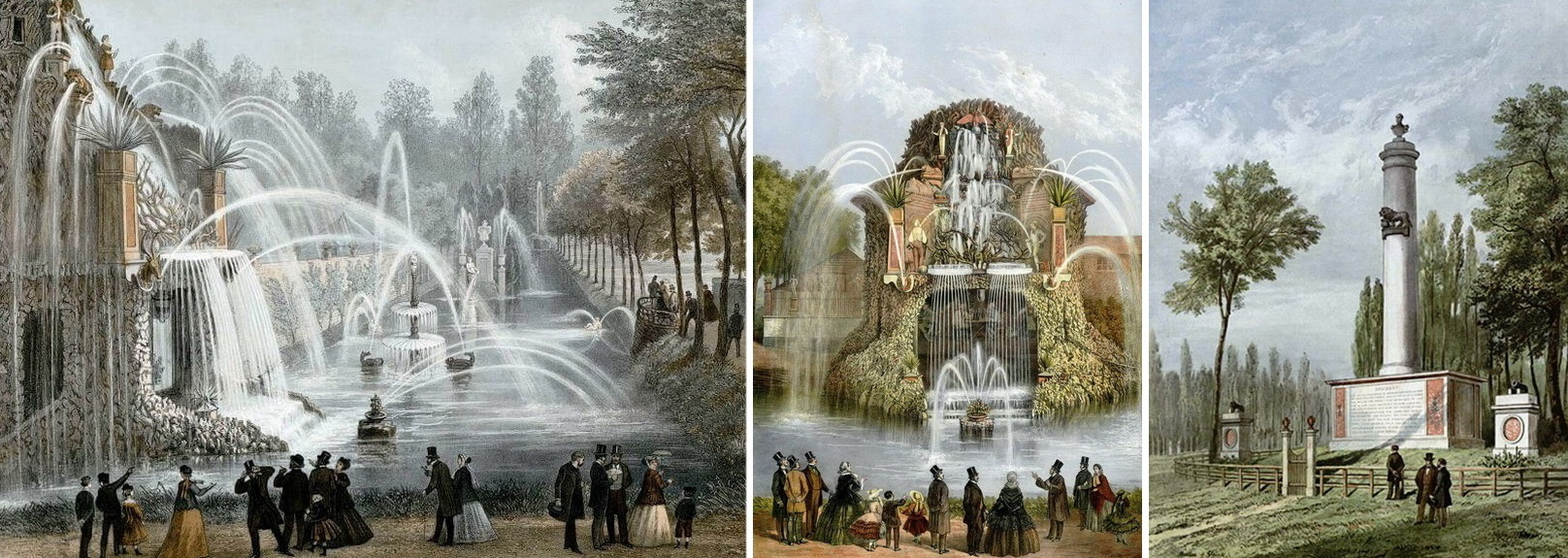
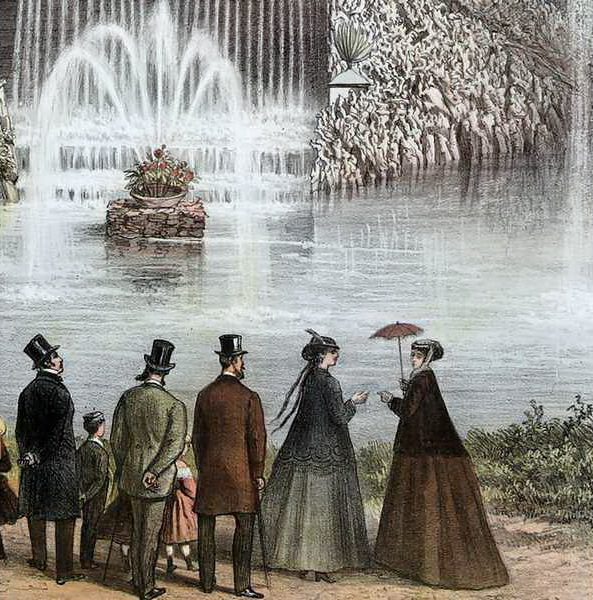

## Wetenswaardigheden
- In de kunstgeschiedenis werd de interieurinrichting van het Seconde Empire (de tijd van keizer Napoleon III) ook wel aangeduid als parvenustijl.[6][7]